# Viktor Panin
Viktor Nikititj Panin (ryska:Виктор Никитич Панин), född 28 mars 1800, död 1 april 1874, var en rysk greve och jurist, son till Nikita Petrovitj Panin. 
Panin var 1841-62 justitieminister, därefter ordförande i kommittén för redigering av lagen om livegenskapens upphävande samt 1864-67 generaldirektör i kejserliga kansliet för lagstiftningsangelägenheter.